# 朝鮮語新綴字法
朝鮮語新綴字法（ちょうせんごしんていじほう、朝: 조선어 신철자법）は、朝鮮民主主義人民共和国成立前の北朝鮮において朝鮮語文研究会が1948年1月15日に定めた朝鮮語の正書法である。ここでは朝鮮民主主義人民共和国（以下「北」）の現行正書法である「朝鮮語規範集（조선말규범집、以下「現行の正書法」）」（1987年制定）と異なる部分を中心に記述し、必要に応じて朝鮮総督府による「諺文綴字法」（1930年制定）、朝鮮語学会（現・ハングル学会）による「朝鮮語綴字法統一案（한글 맞춤법 통일안）」（1933年制定）と、大韓民国（以下「南」）の現行正書法である「ハングル正書法（한글 맞춤법、以下「南の現行正書法」）」（1988年制定）との違いなどについても言及する。南北の言語的な差異全般については「朝鮮語の南北間差異」を参照。

## 制定の経緯
朝鮮語新綴字法は1933年に朝鮮語学会によって制定された「朝鮮語綴字法統一案」の批判検討に始まったとされており、具体的には朝鮮語綴字法統一案で行なわれた形態主義をより一層徹底させる形となっている。
分断国家成立前の38度線以北では1947年2月5日に北朝鮮人民委員会の175号決定により朝鮮語文研究会が組織され、朝鮮語の研究が進められた。この組織は南北分断下にあって南の朝鮮語学会（現・ハングル学会）のような役割を担うべく、38線以北の朝鮮における言語研究を担う組織として創設されたものと推測される。
朝鮮語新綴字法は朝鮮語文研究会内で整備が進められ、1948年1月15日に発表された後も引き続き言語学者らの検討を加えられた。朝鮮語文研究会は李克魯・洪起文など解放後に北に渡った言語学者が合流して1948年10月に再編されるが、1949年7月26日の第10回専門委員会では朝鮮語新綴字法についての報告がなされ、その正当性が再度確認されている。
その後、1950年6月に一部条項の修正が行われた。

## 構成
朝鮮語新綴字法は総論、各論とから成り、各論は5章64項から成る。章の構成は以下の通りである。
- 総論
- 各論
  - 第1章  字母
    - 第1節  字母の数とその順序
    - 第2節  字母の名称

  - 第2章  語音に関すること
    - 第1節  濃音
    - 第2節  舌側音「」
    - 第3節  口蓋音化
    - 第4節  末音表記
    - 第5節  半母音「」

  - 第3章  文法に関すること
    - 第1節  体言の語幹と吐
    - 第2節  用言の語幹と吐
    - 第3節  動詞の受身形と使役形
    - 第4節  いわゆる変格用言の処理
    - 第5節  終声
    - 第6節  語源表示
    - 第7節  品詞合成
    - 第8節  原詞と接頭辞

  - 第4章  語彙に関すること
    - 第1節  漢字語
    - 第2節  略語
    - 第3節  標準語
    - 第4節  外来語

  - 第5章  文に関すること
  - 第6章  分かち書き
  - 第7章  符号

章の構成は朝鮮語学会の朝鮮語綴字法統一案を踏襲する形になっており、第3章までの構成と章・節の名称はほぼ対応している。第4章以降は若干の構成変更がある。

## 字母

６字母の使用例

字母の数は42としている。子音字母は濃音字母「ㄲ、ㄸ、ㅃ、ㅆ、ㅉ」を正式な字母と認め、母音字母は合成字母のうち「ㅐ、ㅒ、ㅔ、ㅖ、ㅚ、ㅟ、ㅢ」の7つのみを正式な字母と認めている。但し，文字改革以前においては，「ㅘ、ㅙ、ㅝ、ㅞ」を用いることができるとしている。特記すべきは、これらに加えいわゆる「6字母」と呼ばれる字母「、、ㅿ、ㆆ、、」6つを新たに創作したことである（ㅿ、ㆆ は訓民正音創製時の字母を再利用したもの）。字母の順序は以下の通りである。
- ㄱㄴㄷㄹㅁㅂㅅㅇㅈㅊㅋㅌㅍㅎㄲㅃㄸㅆㅉㅿㆆㅏㅑㅓㅕㅗㅛㅜㅠㅡㅣㅐㅒㅔㅖㅚㅟㅢ

字母の名称は、北の現行正書法のように「-ㅣ으-」の形を用いて機械的に作っている。そのため、ㄱ、ㄷ、ㅅ はそれぞれ「기윽、디읃、시읏」としている。また，ㅎ の名称「히읗」の発音は /히으/ とされている。特異なのは、濃音字母についても同様に名称を与え、終声に ㄸ、ㅃ、ㅉ を認めている点である。
| 字母 | 名 称        | 名 称          | 名 称          |
| 字母 | 「新綴字法」 | 北の現行正書法 | 南の現行正書法 |
| ---- | ------------ | -------------- | -------------- |
| ㄲ   | 끼윾         | 된기윽         | 쌍기역         |
| ㄸ   | 띠으ퟍ         | 된디읃         | 쌍디귿         |
| ㅃ   | 삐으ퟦ         | 된비읍         | 쌍비읍         |
| ㅆ   | 씨읐         | 된시읏         | 쌍시옷         |
| ㅉ   | 찌으ퟹ         | 된지읒         | 쌍지읒         |

6字母の名称と由来は以下の通りである。
| 字母 | 名 称               | 由 来 |
| ---- | ------------------- | --- |
|      | （発音 /으/）       | 音価がㄹと似ているものの，黙音化することがあることから，ㄹの上画を延長しㄹとの区別を図ったもの。                                                       |
|      |                     | ㄹが舌先を振動させる音であるのに対し，は舌先を上歯茎につけることから，この上歯茎についた様子を象形し左側の縦画を上まであげ，一番上の横画に付けたもの。 |
| ㅿ   | （発音 /리읃/）     | 訓民正音の字母を流用したもの。 |
| ㆆ   | ᅙᅵ으ᇹ（発音 /ᅙᅵ으/） | 訓民正音の字母を流用したもの。 |
|      | （発音 /우읍/）     | 「ㅂ-ㅜ」と交代し，両唇及び軟口蓋が同時に摩擦する音であることから，ㅂとㅜを合字したもの。                                                              |
|      |                     | 全母音「ㅣ」と区別する標識，半母音「」の摩擦音的性質の標識として全母音「ㅣ」の上部に角を表したもの。                                                   |

## 舌側音の表記
舌側音用に新たに字母が作られたことにより，従前ㄹㄹのように綴られたものは，次のように綴られることとなった。
| 従前     | 新綴字法 |
| -------- | -------- |
| 걸레     | 거       |
| 달래다   | 다       |
| 덜렁이   | 더이     |
| 실룩실룩 | 시       |
| 진달래   | 진다     |
| 알락달락 | 아다     |

## 形態素の表記
朝鮮語新綴字法では変格用言を含めて形態主義的な表記法がより徹底され、同一の形態素は常に同一の形で綴ることにした。新たに作られた6字母は、主に変格用言の表記に用いられた（第3章第4節）。朝鮮語綴字法統一案以降、南北の現行正書法では、変格用言の音韻変化を実際の発音のままに綴ることになっているが、朝鮮語新綴字法ではこれらを1つの字母で表記した。例えば、「걷다」（歩く）は「-어」形が「걸어」となり、語幹末の終声「ㄷ」が「ㄹ」に交替する。南北の現行正書法では交替した音の通りに綴るのに対して朝鮮語新綴字法では単一の子音音素を抽象し、それを「ㅿ」で表記し「다、어」とした。

### 子音語幹の表記（第11項(1)～(5)）
(1)ㄹ語幹（ㄹ変格用言）
ㄹ語幹の表記には「」が用いられた。発音の上で /ㄹ/ が脱落する場合においても、綴りの上で「」が保たれた。以下、〔   〕内は北の現行正書法における表記である。
- 다〔놀다〕（遊ぶ） ― ㅂ니다〔놉니다〕 ― 아〔놀아〕

(2)ㅅ変格
ㅅ変格の表記には「ㆆ」が用いられた。この字母は訓民正音創製（1443年）時に存在した字母であり、当時は声門閉鎖音 [ʔ] を表したと推測される。この字母は20世紀の正書法ではすでに用いられなくなっていたが、ㅅ変格の終声字母として再利用したものである。
- 다〔낫다〕（治る） ― ᄅ〔나을〕 ― 아〔나아〕

(3)ㅎ変格・ㅎ正格
南北の現行正書法において、ㅎ変格用言は /ㅎ/ 音が脱落する場合に終声字母「ㅎ」を表記しないが、朝鮮語新綴字法ではㅎ正格用言と同様に「ㅎ」を表記するものとされた。その一方で、ㅎ正格における連結母音「-으-」を表記しないこととした。従って、ㅎ変格とㅎ正格は、-아/어形を除き同様に綴られることとなった。
- 그렇다（そうだ） ― 그렇ㄴ〔그런〕― 그렇나〔그러나〕 ― 그렇면〔그러면〕 ― 그래서[注 4]〔그래서〕
- 좋다（よい） ― 좋ㄴ〔좋은〕 ― 좋나〔좋으나〕 ― 좋면〔좋으면〕 ― 좋아서〔좋아서〕

(4)ㄷ変格
ㄷ変格の表記には ㅿ が用いられた。この字母は訓民正音創製（1443年）時に存在した字母であり、当時は歯茎摩擦音 [z] を表したと推測される。この字母は20世紀の正書法ではすでに用いられなくなっていたが、[t] あるいは [ɾ] 音を表すㄷ変格の終声字母として再利用したものである。
- 다〔걷다〕（歩く） ― 으니〔걸으니〕 ― 어〔걸어〕

(5)ㅂ変格
ㅂ変格の表記には「」が用いられた。
- 다〔곱다〕（きれいだ） ― 면〔고우면〕 ― 아〔고와〕

### 母音語幹の表記（第11項(6)～(8)，同項附記1及び第7項）
(6)여変格
하다を規則用言として扱うことを定めた。なお、新綴字法の理屈としては、従来は하다だけを-여としていたが、新綴字法では하다だけでなくㅣ・ㅐ・ㅔ・ㅚ・ㅟ・ㅢなども-여と表記するように整理し、-아、-어と同じように-여も一つのグループとして成立したから、-여はもはや不規則用言ではない、とする。
なお、「하여」の縮約形を「해」と表記することについては、本綴字法上は明確な規定がないが、「朝鮮語文法」では、「해」を用いている。

表記としては北南の現行正書法と同様である。
(7)러変格
러変格の表記にはㄹ語幹と同様に「」が用いられた。また，原則この「」を子音の前でも発音することを定めた（ㄴ，ㅂ，ㅅ，ㅗを除く）。従って러変格は、完全にㄹ語幹として処理された。
- 푸다〔푸르다〕（青い） ― 푸어〔푸르러〕 ― 푸었다〔푸르렀다〕（青かった）

(8)르変格
르変格の表記には「」が用いられた。
- 누다〔누르다〕（押す） ― 누 〔눌러〕 ― 누다〔눌리다〕（押される）

(9)ㅣ語幹
語幹末が母音「ㅣ」で終わる母音語幹用言のうち、「-어」形において語幹末音「ㅣ」が「어」と融合し縮約されて「ㅕ」となるものは、半母音と見做され「」が用いられた（第7項）。また、「」に続く音節末子音は終声として書かれず、直後に単独で書かれた。なお、ㅣ語幹については、他の用言とは異なり、第二章で規律されている。
なお、語幹末が母音「ㅣ」で終わる母音語幹用言の「-어」形は、常に「여」と綴られた（第56項）。この表記法は諺文綴字法と同様であり、北の現行正書法に至るまで殆ど一貫している。
- 가다〔가지다〕（持つ） ― 가여〔가지여〕 ― 가ㄴ〔가진〕

ただし、「-어」形において縮約が起きない単語については「ㅣ」と表記された。
- 피다（咲く） ― 피여

(10)ㅡ語幹
語幹末が母音ㅡで終わる母音語幹用言は，-아/어形において語幹末音「ㅡ」が脱落するが，これらは表記には反映せず，そのまま合成母音のように表記された（第11項・附則1）。
- 이쁘다（可愛い）―　이ᄈힺ
- 따르다（従う）―　따ᄅힹ

(11)ㅜ変格
ㅜ変格用言は，-아/어形において語幹末音「ㅜ」が脱落するが，これらは表記には反映せず，そのまま合成母音のように表記された（조선 어문 연구회(1949) ‘조선어 철자법의 기초 (4)’、“조선어 연구”第1巻第8号、조선 어문 연구회。）。
- 푸다（汲む）―　풔, 풨다

### パッチムの表記
原形表示のために、新たな終声字が認められた（「朝鮮語新綴字法」一部改正について）。
- ᇡ … 아ᇡ닭（雌鳥）, 아ᇡ기와（雌瓦）

方言形を表示するために、一部に特殊な終声字を認めている（第12項）。
- ㅭ … 그ᇙ다（誤っている；「그르다」の方言形）
- ᇬ … 나ᇬ（木；「나무」の方言形）

方言形のための終声字は「朝鮮語綴字法統一案」では「ᇚ」が採用されていたが、上記の終声字もそれに倣ったものと見られる。

## 派生語・合成語などの表記

### 原形表示
派生語について，現行の南北綴字法では原形表示（語源表示）の行われていない，より生産性の低い接辞についても原形表示が行われた。
| 「新綴字法」                      | 南北の現行正書法 |
| --------------------------------- | ---------------- |
| 다 （他に）                       | 달리             |
| 붉읏붉읏 （赤みがかっている様子） | 불긋불긋         |
| 막암 （締切）                     | 마감             |
| 박아지 （ひさご）                 | 바가지           |
| 집웅 （屋根）                     | 지붕             |
| 믿브다 （頼もしい・信頼できる）   | 미쁘다           |
| 밝앟다 （赤い）                   | 발갛다           |
| 믿다 （頼もしい・信ずるに足る）   | 미덥다           |

その一方で，擬制･擬態語に「-이」が付いた語は、南の現行正書法では当該擬声・擬態語に「-하다」又は「-거리다」が付きうるか否かによって語根と接尾辞を分け、又は分けずに表記するが、新綴字法では，北の現行正書法と同様にいずれも語根と接尾辞を分けずに表記した（例：[南・現行]더펄이/[新綴字法，北・現行]더퍼리<おっちょこちょい>）。
また，終声が「ㄹ」である語と別の語が合わさる際「ㄹ」音が「ㄷ」音として現れるものは，南北の現行正書法では「ㄷ」と表記し，新綴字法でも当初同様の定めがなされていたが，改正により「ㅅ」と表記することとされた。（例：[新綴字法・改正前，南北・現行]숟가락/[新綴字法・改正後]숫가락<さじ，スプーン>）

### 絶音符
合成語において2つの形態素間に /ㄷ/ が挿入される場合（사이시옷）、n挿入が起きる場合、濃音化が起きる場合には、「絶音符」と呼ばれるアポストロフィが付された（第31項）。また，漢字語において同様の現象が起きる場合にも絶音符を使用することが許容された（第31項附記）。この「絶音符」は1940年の改訂朝鮮語綴字法統一案で用いられた「사이시옷（間のs）」を符号化したものと見られる。「絶音符」は朝鮮語綴字法（1954年）にも引き継がれ、朝鮮語規範集（1966年）で廃止された。
| 「新綴字法」                          | 1940年改訂「統一案」 | 南の現行正書法 | 北の現行正書法 |
| ------------------------------------- | -------------------- | -------------- | -------------- |
| 이’몸 （歯茎）                        | 이ㅅ몸               | 잇몸           | 이몸           |
| 담’요 （毛布）                        | 담ㅅ요               | 담요           | 담요           |
| 가랑’이 （小ジラミ）                  | 가랑ㅅ이             | 가랑니         | 가랑이         |
| 들’일 （畑仕事）                      | 들ㅅ일               | 들일           | 들일           |
| 등’불 （灯火）                        | 등ㅅ불               | 등불           | 등불           |
| [本則]한자/[許容]한’자 （漢字）       | 한자                 | 한자           | 한자           |
| [本則]맹장염/[許容]맹장’염 （盲腸炎） | 맹장염               | 맹장염         | 맹장염         |
| [本則]관절염/[許容]관절’염 （関節炎） | 관절염               | 관절염         | 관절염         |
| [本則]수자/[許容]수’자 （数字）       | 수자                 | 숫자           | 수자           |

### 「-이오/이요」
体言に付く/-이요/は南の現行正書法では接続形で「이요」、終結形で「이오」と表記されるが、新綴字法では北の現行正書法と同様、双方とも「이요」と表記された(例：[南・現行]이것은 낫이요, 저것은 붓이오./[新綴字法，北・現行]이것은 낫이요, 저것은 붓이요.)。

## 漢字音の表記

### 母音の表記
漢字音の母音「ㅖ」のうち、「몌、폐」は「메、페」と綴った（第37項）。この表記法は諺文綴字法と同様であり、北の現行正書法に至るまで一貫している。
- 련메（連袂）、페회（閉會）

### 頭音法則
語頭の「ㄹ、ㄴ」はいわゆる頭音法則に従わず「ㄹ、ㄴ」のまま表記した（第42項、第43項）。これは形態主義の原則に従って漢字音を常に同一の形態で綴るようにしたものと思われるが、表記法としては諺文綴字法と同様である。
- 녀자（女子）、로인（老人）、량심（良心）

### 慣用音
漢字音について、慣用音が通用しているものは慣用音を認めている（第44項～第47項）。ただし、/ㄹ/と発音されうる「ㄴ」は、南の表記「ㄹ」とは異なり原音の「ㄴ」で表記するとしている。また，現行正書法とは異なり、유리（琉璃(ガラス)）, 나팔（喇叭(ラッパ)）のような固有語化した語彙の表記に関する例外規定はない。
- 노예（奴隷。原音：노례）、시월（十月。原音：십월）
- 곤난（困難。南の正書法：곤란）

## 運用と廃止
朝鮮語新綴字法は6つの新たな字母を用いることが最大の特徴の1つであるが、この6字母は実質的に流布することがほとんどなかった。朝鮮語文研究会が1949年から1950年にかけて発行した学術雑誌『朝鮮語研究』の記事1つとってみても、6字母が用いられた記事は正書法解説や質疑応答など編集部の執筆によるごく一部の記事に限られており、個人の執筆した記事では6字母は殆ど用いられていない。従って、この時期の表記法は6字母を用いず、変格用言の表記法は「朝鮮語綴字法統一案」に従っている。一方、語頭の「ㄹ」の表記法や「絶音符」などその他の規定は朝鮮語新綴字法に従った。
6字母を最大特徴とする朝鮮語新綴字法が廃止された原因の1つには金枓奉の失脚がからんでいると見られる。金枓奉は解放後の北の朝鮮語学界において強い影響力を持っていたと見られ、朝鮮語新綴字法の制定に際しても主導的な立場にあったと推測されるが、朝鮮戦争後の延安派の粛清に伴い失脚した。1950年代の雑誌『조선어문』においては、6字母を厳しく批判しつつ、これらの「失策」を金枓奉の責任としている。